# Ідріаліт

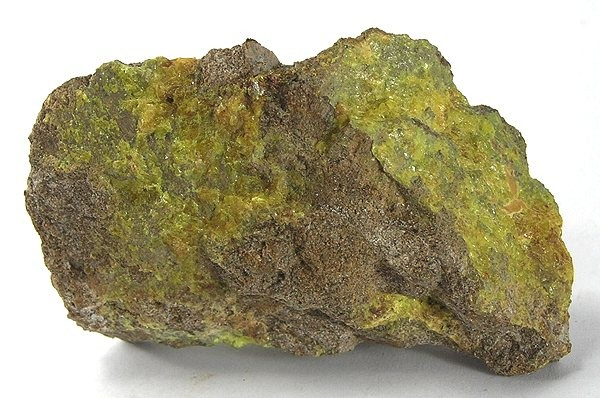
Ідріаліт

Ідріаліт, ідріалін, кертисит — органічний мінерал.

## Загальний опис
Хімічна формула: 4[C22 H14].
Сингонія ромбічна. Дрібні лусочки або таблитчасті кристали.
Твердість 2.
Густина 1,2.
Блиск скляний до алмазного.
Колір від зеленувато-жовтого до світло-коричневого. Має блакитно-біле світіння.
Зустрічається в асоціації з рудами ртуті. Вперше знайдений в Ідрії (Словенія).